# Kříž za chrabrost (Polsko)
Kříž za chrabrost (polsky Krzyż Walecznych) je polské vojenské vyznamenání. K jeho založení došlo 11. srpna 1920 během polsko-sovětské války Radou národní obrany (Rada Obrony Państwa). V průběhu druhé světové války bylo vyznamenání dne 22. prosince 1944 schváleno jakožto vojenské vyznamenání Zemskou národní radou (Krajowa Rada Narodowa). Udílí se pouze v dobách války či bezprostředně po ní osobám, které na bitevním poli prokázaly statečnost a odvahu.
Vyznamenání je obdobou americké Stříbrné hvězdy, francouzského Válečného kříže nebo německého Železného kříže.

## Vzhled vyznamenání
Odznakem je nesmaltovaný tlapatý kříž v jehož ramenech se nachází nápis NA POLU CHWAŁY (Na poli slávy) a letopočet. Ve středovém štítku je vyobrazena polská orlice. Na zadní straně je nápis WALECZNYM (Chrabrým), meč protínající zdola navrch vavřínový věnec a také zde mohlo být vyraženo pořadové číslo. Stuha je červená s bílým postranním pruhem.